# Théorie du complot Saddam-Al-Qaïda
La théorie du complot Saddam Hussein-Al-Qaïda était basée sur de fausses affirmations du gouvernement des États-Unis, alléguant qu'une relation très secrète existait entre le président irakien Saddam Hussein et l'organisation militante panislamiste sunnite Al-Qaïda entre 1992 et 2003 . L’administration W. Bush l'a présenté comme l’une des principales raisons de l'invasion de l’Irak en 2003.
La chronologie de la théorie du complot remonte aux conséquences de la guerre du Golfe, lorsque des agents des services de renseignement irakiens auraient rencontré des membres d’Al-Qaïda en 1992. Après les attentats du 11 septembre 2001, la théorie du complot a attiré l’attention du monde entier. Le consensus des experts du renseignement, soutenu par les rapports de la Commission sur le 11 septembre, de la Commission sénatoriale spéciale sur le renseignement et les rapports déclassifiés du ministère de la Défense, était que ces contacts n’ont jamais conduit à une relation opérationnelle entre Saddam et Al-Qaïda. Les critiques de l’administration Bush ont déclaré que Bush préparait intentionnellement une guerre contre l’Irak sans tenir compte des preuves factuelles.

## Arrière-plan
Durant la période précédant la guerre en Irak, deux questions ont été soulevées concernant un lien présumé entre le gouvernement de Saddam Hussein et Al-Qaïda. La première question était de savoir si le régime irakien et Al-Qaïda entretenaient une relation de coopération et la seconde était de savoir si le gouvernement de Saddam Hussein avait soutenu les attentats du 11 septembre.
Bien que certains contacts aient été allégués entre des agents du gouvernement de Saddam et des membres d'Al-Qaïda, le consensus des experts et des analystes a estimé que ces contacts n'ont jamais débouché sur une relation « opérationnelle ». La commission sénatoriale spéciale chargée du renseignement a conclu qu’il n’y avait eu qu’une seule rencontre réelle entre des représentants du régime baasiste et des représentants d’Al-Qaïda. Cette unique réunion a eu lieu au Soudan en 1995, et le représentant irakien, qui est en détention et a coopéré avec les enquêteurs, a déclaré qu'après la réunion, il "avait reçu un message de la chaîne de commandement de l'IIS lui disant qu'il ne devrait pas voir Ben Laden". Le panel a trouvé des preuves de seulement deux autres cas de communication entre le régime de Saddam et des membres d'Al-Qaïda. Aux deux autres occasions, a conclu le Comité, Saddam Hussein a repoussé les demandes de réunion d'un agent d'Al-Qaïda. La communauté du renseignement n’a trouvé aucune autre preuve de rencontres entre Al-Qaïda et l’Irak.
Sur la question plus spécifique de savoir si Saddam Hussein était à l'origine des attentats du 11 septembre 2001, l'opinion consensuelle est qu'il n'existe aucune preuve crédible de l'implication de son gouvernement. Le point de vue de la communauté du renseignement américain (CIA, NSA, DIA, etc.), confirmé par les conclusions du rapport de la Commission sur le 11 septembre et du rapport du Sénat sur les renseignements irakiens sur les armes de destruction massive , est qu'il n'y a pas eu d'effort de coopération entre les deux et que Saddam l'a fait. ne pas soutenir les attentats du 11 septembre ; on considérait que la différence d'idéologie entre Saddam et Al-Qaïda rendait très improbable une coopération dans des attaques terroristes. Le rapport du Sénat discutait de la possibilité que Saddam offre une formation et un refuge à Al-Qaïda, mais confirmait la conclusion de la CIA selon laquelle il n'y avait aucune preuve de coopération opérationnelle entre les deux.

## Scepticisme quant au lien Saddam-Al-Qaïda

### Objectifs et idéologies contradictoires
Saddam Hussein était un baasiste, et le baasisme est un mouvement qui combine le nationalisme panarabe et le socialisme arabe. L'un des fondateurs idéologiques du Baasisme, Michel Aflaq, était lui-même chrétien. Il est donc tout à fait en contradiction avec l'islamisme politique, avec lequel Saddam était depuis longtemps en conflit.
Même pendant la guerre civile libanaise, Saddam a soutenu Michel Aoun et les Forces maronites, par opposition au Mouvement Amal ou au Hezbollah, ainsi qu'à la faction pro-syrienne du Parti Baas libanais, financés et appuyés par les ennemis régionaux de Saddam, l'Iran de Rouhollah Khomeini et la Syrie d'Hafez el-Assad, et la plupart des autres pays arabes.
Lorsque l'Irak a envahi le Koweït en août 1990, Oussama ben Laden a proposé de défendre l'Arabie saoudite en envoyant des moudjahidines d'Afghanistan pour repousser les forces de Saddam. Après la guerre du Golfe, Ben Laden a continué à critiquer l'administration Baas de Saddam , soulignant qu'on ne pouvait pas lui faire confiance. Ben Laden a déclaré à son biographe que « la terre du monde arabe, la terre est comme une mère, et Saddam Hussein baise sa mère ».
En Irak même, Saddam a aboli les tribunaux de la charia, réprimé impitoyablement tout mouvement islamiste, répondu par des exécutions massives et la torture chaque fois qu'il se sentait menacé par eux, libéralisé la société en promouvant les idéaux occidentaux de société et de droit (il se serait vanté auprès des diplomates occidentaux que la « boisson nationale » de l'Irak était le Johnnie Walker Blue Label) et gardait généralement des sunnites et des chrétiens laïcs au sein de son gouvernement.

## Argumentaires
Juste avant l' invasion irakienne du Koweït en 1990, Saddam s'est tourné vers la religion, peut-être pour renforcer son gouvernement (par exemple, en ajoutant les mots « Dieu est grand » en arabe sur le drapeau et en faisant référence à Dieu dans ses discours). Après que Saddam ait perdu la guerre du Golfe en 1991 (et qu’il ait été confronté à des rébellions généralisées de la part de la majorité chiite en Irak), il s’est identifié plus étroitement à l’islam en organisant des conférences internationales et en diffusant des sermons islamiques à la radio nationale. En 1994, Saddam a lancé sa « Campagne de foi », qui comprenait la construction et la réparation de mosquées, la fermeture de boîtes de nuit et des modifications à la loi restreignant la consommation d'alcool, les responsables du parti Baas ont été requis pour assister aux prières du vendredi et aux concours de récitation du Coran parrainés par le gouvernement.
Certains ont suggéré qu'un accord avait été conclu entre l'Irak et Al-Qaïda, à savoir qu’Al-Qaïda n'agirait pas contre Saddam en échange du soutien irakien, principalement sous la forme d'une formation. Aucune preuve d’une telle compréhension n’a jamais été produite. Certains rapports affirment que Mohamed Atta a rencontré un agent des renseignements irakiens à Prague, mais les responsables des renseignements ont conclu qu'aucune réunion de ce type n'a eu lieu. Un certain nombre de transfuges ont affirmé qu'un camp d'entraînement à Salman Pak , au sud de Bagdad, avait été utilisé pour entraîner des terroristes internationaux (supposés être des membres d'Al-Qaïda) aux techniques de détournement d'avion en utilisant un véritable avion comme accessoire. Les transfuges étaient incohérents sur un certain nombre de détails. Le camp a été examiné par les Marines américains et les analystes du renseignement ne croient pas qu'il ait été utilisé par Al-Qaïda. Certains de ces analystes pensent qu’il a en réalité été utilisé pour une formation antiterroriste, tandis que d’autres pensent qu’il a été utilisé pour former des combattants étrangers ouvertement alignés sur l’Irak. La commission sénatoriale spéciale sur le renseignement a conclu que « les résultats d'après-guerre soutiennent l'évaluation d'avril 2002 de la Defense Intelligence Agency (DIA) selon laquelle il n'y avait aucun rapport crédible sur l'entraînement d'Al-Qaïda à Salman Pak ou ailleurs en Irak. Il n'y a eu aucun rapport crédible. depuis la guerre, l'Irak a formé des membres d'Al-Qaïda à Salman Pak pour mener ou soutenir des opérations terroristes transnationales.
En novembre 2001, un mois après les attentats du 11 septembre, Moubarak al-Douri a été contacté par les services de renseignement soudanais qui l'ont informé que le FBI avait envoyé Jack Cloonan et plusieurs autres agents pour s'entretenir avec un certain nombre de personnes connues pour avoir des liens avec Ben Laden. al-Douri et un autre collègue irakien ont accepté de rencontrer Cloonan dans une maison sûre supervisée par les services de renseignement. On leur a demandé s'il y avait un lien possible entre Saddam Hussein et Al-Qaïda, et ils ont ri en déclarant que Ben Laden détestait le dictateur qu'il considérait comme un « apostat buveur de scotch et poursuivant les femmes ».

## Le secrétaire d'État américain Colin Powell s'adresse au Conseil de sécurité de l'ONU
Le 5 février 2003, Colin Powell, alors secrétaire d'État, s'est adressé au Conseil de sécurité de l'ONU sur la question de l'Irak. Dans son discours, Powell a fait plusieurs affirmations sur les liens de l'Irak avec le terrorisme. Powell a reconnu en janvier 2004 que le discours ne présentait aucune preuve concrète d'une collaboration entre Saddam et Al-Qaïda ; il a déclaré aux journalistes lors d'une conférence de presse du Département d'État que "je n'ai pas vu de preuves irréfutables et concrètes de ce lien, mais je crois que ces liens existaient". Après que Powell ait quitté ses fonctions, il a reconnu qu'il était sceptique quant à la preuve qui lui avait été présentée pour le discours. Il a déclaré à Barbara Walters dans une interview qu'il considérait le discours comme une "tache" sur son dossier et qu'il se sentait "terrible" à cause des affirmations qu'il avait faites dans le discours qui se sont révélées fausses. Il a déclaré : « Certaines personnes dans la communauté du renseignement savaient à ce moment-là que certaines de ces sources n'étaient pas bonnes et qu'il ne fallait pas s'y fier, et elles n'ont pas parlé. Cela m'a dévasté. » Interrogé spécifiquement sur un lien entre Saddam et Al-Qaïda, Powell a répondu : « Je n'ai jamais vu de lien. … Je ne peux pas penser autrement parce que je n'ai jamais vu de preuves suggérant qu'il y en avait un. »
Quelques citations du discours :
- L'Irak abrite aujourd'hui un réseau terroriste meurtrier dirigé par Abou Moussab Al-Zarqaoui, associé et collaborateur d'Oussama ben Laden et de ses lieutenants d'Al-Qaïda. Lorsque notre coalition a chassé les talibans, le réseau Abou Moussab Al-Zarqaoui a aidé à établir un autre camp de centre d’entraînement aux poisons et aux explosifs. Et ce camp est situé dans le nord-est de l’Irak. Il s'est rendu à Bagdad en mai 2002 pour suivre un traitement médical, restant dans la capitale irakienne pendant deux mois, le temps de récupérer pour combattre un autre jour. Durant ce séjour, près d'une vingtaine d'extrémistes ont convergé vers Bagdad et y ont établi une base d'opérations. Ces affiliés d'Al-Qaida, basés à Bagdad, coordonnent désormais les mouvements de personnes, d'argent et de fournitures vers et à travers l'Irak pour son réseau, et ils opèrent désormais librement dans la capitale depuis plus de huit mois.

- Nous avons demandé à un service de sécurité ami de contacter Bagdad pour extrader Abou Moussab Al-Zarqaoui et fournir des informations sur lui et ses proches collaborateurs. Ce service a contacté des responsables irakiens à deux reprises et nous leur avons transmis des informations qui auraient dû permettre de retrouver facilement Abou Moussab Al-Zarqaoui. Le réseau reste à Bagdad. Abou Moussab Al-Zarqaoui est toujours en liberté et va et vient. Depuis l'année dernière, des membres de ce réseau ont été appréhendés en France, en Grande-Bretagne, en Espagne et en Italie. D'après notre dernier décompte, 116 agents connectés à ce réseau mondial ont été arrêtés.

- Les Irakiens ont continué à rendre visite à Ben Laden dans sa nouvelle maison en Afghanistan. Un transfuge de haut rang, l'un des anciens chefs du renseignement de Saddam en Europe, affirme que Saddam a envoyé ses agents en Afghanistan au milieu des années 1990 pour former les membres d'al-Qaïda à la falsification de documents. De la fin des années 1990 jusqu’en 2001, l’ambassade irakienne au Pakistan a joué le rôle de liaison avec l’organisation Al-Qaïda.

- Le soutien décrit par (inaudible) incluait l'Irak offrant une formation aux armes chimiques ou biologiques à deux associés d'Al-Qaïda à partir de décembre 2000. Il dit qu'un militant connu sous le nom d'Abu Abdullah Al-Iraqi (ph) avait été envoyé en Irak à plusieurs reprises entre 1997 et 2000 pour aide à l'acquisition de poisons et de gaz. Abdullah Al-Iraqi (ph) a qualifié de fructueuse la relation qu'il a nouée avec les responsables irakiens.

- Comme je l’ai dit au début, rien de tout cela ne devrait surprendre aucun d’entre nous. Le terrorisme est un outil utilisé par Saddam depuis des décennies. Saddam était un partisan du terrorisme bien avant que ces réseaux terroristes n’aient un nom. Et ce soutien continue. Le lien entre poisons et terreur est nouveau. Le lien entre l’Irak et le terrorisme est ancien. La combinaison est mortelle.

Les principales affirmations formulées dans le discours de Powell – selon lesquelles le terroriste jordanien Abou Moussab Al-Zarqaoui constituerait un lien entre Saddam Hussein et Al-Qaïda et que le gouvernement de Saddam aurait fourni une formation et une assistance aux terroristes d’Al-Qaïda à Bagdad – ont depuis été contestées par le gouvernement. la communauté du renseignement et les experts en terrorisme. La CIA a publié un rapport en août 2004 qui concluait, selon les journalistes de Knight-Ridder, qu'il n'y avait « aucune preuve concluante que le régime hébergeait Abou Moussab Al-Zarqaouii, associé d'Oussama ben Laden ». Un responsable américain a déclaré à Reuters que « le rapport ne portait aucun jugement définitif ni ne parvenait à des conclusions définitives, ajoutant : « Suggérer que l'affaire est close sur ce point ne serait pas correct. » Zarqaoui serait entré en Irak depuis l'Iran, infiltrant le nord kurde parce que c'était la seule partie du pays qui n'était pas sous le contrôle de Saddam.